# Oxalis flaviuscula
Oxalis flaviuscula är en harsyreväxtart som beskrevs av Salter. Oxalis flaviuscula ingår i släktet oxalisar, och familjen harsyreväxter. Inga underarter finns listade i Catalogue of Life.